# Nuraminis
Nuraminis – miejscowość i gmina we Włoszech, w regionie Sardynia, w prowincji Sud Sardynia.
Według danych na rok 2004 gminę zamieszkiwało 2821 osób, 62,7 os./km². Graniczy z Monastir, Samatzai, Serramanna, Serrenti, Ussana i Villasor.